# Volleyball Club Uni Bern (maschile)
Il Volleyball Club Uni Bern è una società pallavolistica maschile svizzera con sede a Berna: milita nel campionato svizzero di 1. Lega.

## Storia
Fondato nel 1968, il Volleyball Club Uni Bern raggiunge la massima divisione del campionato svizzero a metà degli anni novanta: promosso nel 1995, milita in Lega Nazionale A fino al 1999, quando retrocede in divisione cadetta. 
Dopo quasi vent'anni lontano dal massimo campionato svizzero, l'Uni Bern è nuovamente promosso in LNA, partecipando ai campionati 2017-18 e 2018-19: il 31 luglio 2019 il club annuncia il ritiro della propria squadra dalla massima divisione svizzera per mancanza di risorse economiche, ripartendo quindi dal campionato di 1. Lega.